# Каннский кинофестиваль 1949
3-й Каннский кинофестиваль 1949 года, проходивший с 2 по 17 сентября в Каннах, Франция. Фестиваль открылся в недостроенном дворце. Набившиеся на строительную площадку зрители видели «картинку» фильма, но не слышали звука.

## Жюри
- Жорж Юисман (председатель)
- Жюль Ромен
- Жорж Бидо
- Жорж Шаренсоль
- Поль Колен
- Роже Дезормьер
- Жак-Пьер Фрогера
- Этьен Жильсон
- Поль Госсет
- Жорж Ражис
- Рене-Жан
- Карло Рим
- Жан Бенуа-Леви
- Ги Дессон
- Александр Каменка
- Павел Вернейрас
- Павел Вайль

## Фильмы конкурсной программы
- Акт насилия, режиссёр Фред Циннеман
- На балконе, режиссёр Декуан
- Зов, режиссёр Йозеф фон Баки
- Пестроклетчатые, режиссёр Курт Метциг
- Великая любовь, режиссёр Ханс Бертрам
- Героическая симфония, режиссёр Вальтер Кольм-Вельте
- Дом посторонних, режиссёр Джозеф Лео Манкевич
- Любовное притворство, режиссёр Микеланджело Антониони
- У стен Малапаги, режиссёр Рене Клеман
- Потерянные границы, режиссёр Альфред Л. Веркер
- Приключения Антары и Аблы, режиссёр Салах Абусейф
- На своей земле, режиссёр Франце Штиглиц
- Наваждение, режиссёр Эдвард Дмитрык
- Займись Амелией, режиссёр Клод Отан-Лара
- Сельская девушка, режиссёр Эмилио Фернандес
- Свидание в июле, режиссёр Жак Беккер
- Возвращение к жизни, режиссёр Жан Дроз, Анри-Жорж Клузо, Жорж Лампен и Андре Кайат
- Горький рис, режиссёр Джузеппе Де Сантис
- Страстная дружба, режиссёр Дэвид Лин
- Пиковая дама, режиссёр Торолд Дикинсон
- Подстава, режиссёр Роберт Уайз
- Третий человек, режиссёр Кэрол Рид
- Без чести, режиссёр Ирвинг Пичел
- Almafuerte, режиссёр Луис Сесар Амадори
- Акт убийства, режиссёр Майкл Гордон
- Der Apfel ist ab, режиссёр Хельмут Койтнер
- Sertao, режиссёр Жуан Дж. Мартин
- Främmande hamn, режиссёр Хампе Фаустман
- Images d'Ethiopie, режиссёр Поль Пишонье

## Фильмы внеконкурсной программы
- Пропуск в Пимлико, режиссёр Генри Корнелиус

## Награда
- Большой приз фестиваля: Третий человек, режиссёр Кэрол Рид
- Серебряная премия за лучшую мужскую роль: Эдвард Дж. Робинсон- Дом посторонних
- Серебряная премия за лучшую женскую роль: Иза Миранда - У стен Малапаги
- Лучший режиссёр: Рене Клеман - У стен Малапаги
- Лучший сценарий: Юджин Линг и Вирджиния Шалер - Потерянные границы
- Лучшая работа оператора: Milton R. Krasner for The Set-Up
- Лучший короткометражный фильм: Палле один на свете, автор Астрид Хеннинг-Енсен
- Приз международной ассоциации кинокритиков (ФИПРЕССИ): Подстава, режиссёр Роберт Уайз